# فرانک تروه
فرانک تروه (انگلیسی: Frank Troeh; ۱۹ فوریهٔ ۱۸۸۲ – ۲۴ دسامبر ۱۹۶۸) تیرانداز اهل ایالات متحده آمریکا بود.
وی در مسابقات کشوری و بین‌المللی در مجموع برندهٔ ۱ مدال طلا، ۱ مدال نقره شده‌است.